# 질확대경 검사
질확대경 검사(colposcopy) 또는 질보개검사는 자궁경부 및 질, 외음부를 시각적으로 검사하는 의학적 진단 시술이다.
검사의 주요 목적은 전암성 병변을 조기에 발견하고 치료하여 자궁경부암을 예방하는 것이다. 인간유두종바이러스 (HPV)는 흔한 감염증이며 대부분 자궁경부암의 근본 원인이다. 흡연은 자궁경부 이상이 생길 가능성을 높인다.
환자가 조직검사를 받는 다른 이유로는 자궁 내 디에틸스틸베스트롤 (DES) 노출 평가, 면역억제, 자궁 경부의 비정상적인 모양 또는 성폭행 법의학적 검사의 일부로서 등이 있다.
해당 부위를 확대하고 조명을 비추어 보여주므로 병변 등 비정상적으로 보이는 조직과 정상 조직을 시각적으로 구별할 수 있고, 필요한 경우 추가적인 병리학적 검사를 위해 지시적 생검을 실시할 수 있다.

## 검사를 할 때
대부분의 여성은 비정상적인 자궁경부세포검사 결과를 자세히 조사하기 위해 조직검사를 받는다.
환자가 조직검사를 받아야 하는 다른 이유는 다음과 같다.
- 자궁 내 디에틸스틸베스트롤 (DES) 노출 평가,
- HIV 감염과 같은 면역억제 또는 장기 이식 환자
- 일차 진료 제공자가 기록한 자궁경부의 비정상적인 모습
- 카메라가 장착된 특수 검경을 사용한 성폭행 법의학적 검사의 일부[3]

미국 자궁경부암 예방을 위한 자궁경부경 검사 시행에 대한 증거 기반 합의 권장 사항 보고서는 미국 자궁경부경 검사 및 병리학회에서 최근 2017년에 개발한 것이다.
일반적으로 자궁경부세포검사 결과 저등급 편평상피내병변 (LSIL) 이하가 나타난 환자에게는 조직검사를 실시하지 않다. SIL은 자궁경부 표면에 생기는 병변이라 불리는 상피 세포의 비정상적인 성장이다. 이 집단의 사람에게 눈에 보이는 병변이 없는 한, 조직검사를 통해 암 재발을 감지할 수 없다.

## 과정
초기 평가 시에는 병력을 수집한다. 환자에게 시술 과정을 자세히 설명한다. 외음부를 검사하여 의심스러운 병변이 있는지 확인한 후 질에 삽입한다.
조직검사기는 비정상적 조직을 암시하는 눈에 보이는 단서를 식별하는 데 사용된다. 자궁경부, 질 및 외음부 표면을 확대하여 볼 수 있는 조명이 있는 쌍안경 또는 단안경 현미경 역할을 한다.
저배율(2배~6배)을 사용하면 표면 구조에 대한 전반적인 인상을 얻을 수 있다. 질과 자궁경부를 평가하기 위해 8배에서 25배까지의 배율이 활용된다. 녹색 필터를 사용한 고배율은 보다 진행된 전암성 병변이나 암성 병변의 존재를 나타낼 수 있는 특정 혈관 패턴을 식별하는 데 자주 사용된다

## 해석
| 매개변수      | 점수        | 점수                                | 점수                                                                |
| 매개변수      | 0           | 1                                   | 2                                                                   |
| ------------- | ----------- | ----------------------------------- | ------------------------------------------------------------------- |
| 아세트산 흡수 | 0 또는 투명 | 그늘진, 우유 같은                   | 뚜렷한, 스테아린과 같은                                             |
| 여백 및 표면  | 0 또는 확산 | 날카로우면서도 불규칙하고 톱니 모양 | 날카롭고 균일하며, "절단"과 같은 표면 수준의 차이                   |
| 혈관          | 좋음, 보통  | 없음                                | 거칠거나 비정형적                                                   |
| 병변 크기     | < 5 mm      | 5~15 mm 또는 2 사분면에 걸쳐 있음   | > 15 mm 또는 3-4 사분면에 걸쳐 있거나 자궁경부 내측이 정의되지 않음 |
| 요오드 염색   | 갈색        | 희미하거나 얼룩덜룩한 노란색        | 뚜렷한 노란색                                                       |

총 스웨드 점수는 0~10점이다. 5점 이상은 모든 잠재적 고등급 병변(HGL)을 식별하는 것으로 보고되고 8점 이상은 HGL일 확률이 90%인 것으로 보고된다.  5점 미만의 점수는 암 위험이 낮기 때문에 생검이 필요하지 않으며, 5점에서 7점 사이는 생검이 필요하고, 8점 이상은 직접 개입하는 것이 더 효율적일 가능성이 높기 때문에 생검이 필요하지 않다(예: 절제술).